# طاولة الشيطان
طاولة الشيطان ( (بالألمانية: Teufelstisch) ) في Hinterweidenthal بألمانيا هي  صخرة الفطر في شكلها التي يبلغ ارتفاعها 14 متراً في الجزء الألماني من منطقة واسغاو ، غابة بالاتين الجنوبية في ولاية راينلاند بالاتينات ). بفضل موقعها في أراضي قرية كالتنباخ - التي كانت جزءًا سابقًا من ويلجارتسفيزن - غالبًا ما يطلق عليها اسم طاولة كالتنباخ الشيطان ، خاصة في المصادر الأدبية القديمة. إنها أكبر وأكثر شهرة من طاولة الشيطان الأخرى Devil's Table of Salzwoog الموجودة في سالتسووغ ، التي تبعد 5 كيلومترات فقط إلى الجنوب الغربي.
تعد طاولة الشيطان (هينتروايدن تال) أحد رموز المناظر الطبيعية في ولاية راينلاند بالاتينات ، وهي أيضًا موضوع أسطورة محلية. في عام 1947 ، تم تصوير الصخرة على طابع بريد راينلاند بالاتينات.

## الجغرافيا
توجد طاولة الشيطان على بعد بضع مئات من الأمتار جنوب الطريق B 10 وغرب Hinterweidenthal-Kaltenbach على سلسلة من التلال بارتفاع 312 مترًا  ، والتي تمتد لأكثر من كيلومترين من إتشبرغ في الجنوب الغربي إلى ارتفاع 324 مترًا في اتجاه الشمال الشرقي. تبرز الأبراج الصخرية بشكل واضح فوق الغابة المحيطة. يضيء في الليل من الجانب الشمالي ، بحيث يمكن رؤيته من الطريق السريع B 10.
عند سفح التل الذي تقف عليه طاولة الشيطان ، يوجد موقف للسيارات ونزل ومنتزه Devil's Table Adventure Park . 

## الجيولوجيا

### علم طبقات الأرض
يستخدم المصطلح الألماني بونتساندشتاين لوصف وحدة الصخور الصخرية التي تتكون إلى حد كبير من الرمل والطمي والطين الملون. تم ترسيب هذه الصخور في حوض كبير يغطي مساحة تعادل تلك الواقعة بين إنجلترا وبولندا في اتجاه الغرب والشرق والدول الاسكندنافية وسويسرا في اتجاه الشمال والجنوب.  يهيمن على منطقة داهن الصخرية Dahner Felsenland الأحجار الرملية التي ترسبت بين حوالي 252.2 حتى 249 مليون سنة قبل الوقت الحاضر. يٌعرف هذا التتابع للطبقات الأرضية - التي تشكل أيضًا طاولة الشيطان - محليًا باسم تشكيل بيرنبرج للحوض الجرماني المركزي. 

### وصف الصخور
يتميز تكوين ريهبرغ Rehberg الذي يبلغ سمكه حوالي 150 مترًا بالتناوب بين الأحجار الرملية الصلبة - ما يسمى بـ "مناطق الصخور" وأحجار رملية أقل مقاومة يشار إليها باسم "الطبقات الرقيقة".  تتكون المناطق الصخرية من أحجار رملية ذات حبيبات متوسطة وخشنة جزئيًا ، وهي عبارة عن أحجار رملية جزئية. هذه عادة عبارة عن وحدات متقاطعة ضخمة ذات لون أحمر إلى بنفسجي ، والتي ترسبت في الغالب في بيئة نهرية. من ناحية أخرى لا تظهر "الطبقات الرقيقة" الدقيقة الحبيبات أي سليكات ، وتشير إلى ترسب في المياه الراكدة. ترسبت هذه الطبقات في الغالب كرواسب إيولية .  يشير عدم وجود الصخور والطين في هذه الطبقات الرقيقة ذات الحبيبات الدقيقة والخفيفة من الطوب الأحمر إلى البرتقالي إلى عدم وجود الماء في معظم عملية الترسيب. وهي تمثل الرواسب الرسوبية التي تحركها الرياح في أحواض الصرف المغلقة في ظل الظروف المناخية الصحراوية الجافة والحارة.  كانت منطقة منشأ الرواسب هي أرض "الغال "، التي تحد حوض بونتساندشتاين إلى الغرب. امتدت منطقة المصدر المرتفعة هذه من بلجيكا اليوم إلى ماسيف سنترال في فرنسا . 

### تشكيل طاولة الشيطان
عادة ما يشكل تكوين ريبيرج تكوينات صخرية قائمة مثل طاولة الشيطان. تقع مناطق الصخور الصخرية الصلبة فوق الطبقات الرقيقة الأكثر نعومة ، والتي تكون أكثر عرضة للتآكل والتعرية. تحمي الكتل التي تشبه سطح الطاولة الأعمدة المتبقية من مادة أقل مقاومة من مزيد من التآكل. وتشكلت طاولة الشيطان وأعمدتها الرقيقة من خلال الكسور الموجودة مسبقًا في الطرف العلوي والسفلي من سطح الطاولة.  يمثل النصب الطبيعي لـ "طاولة الشيطان" معلمًا هامًا في غابة بالاتينات وقد تم تصنيفه على أنه "الجيوتوب الوطني" - أي البيئة الجغرافية الوطنية - في عام 2006. يوجد في المناطق المجاورة العديد من التكوينات الصخرية الرائعة في منطقة Dahn Rockland القريبة ، والتي تستحق الزيارة أيضًا!

## اقرأ أيضاً
- صخور اكسترنشتاينه

## روابط خارجية
- Pfalzbilder: Kaltenbacher Teufelstisch (صور)